# Corniglio
Corniglio (emilián nyelven Cornìj) település Olaszországban, Emilia-Romagna régióban, Parma megyében. Lakosainak száma 1755 fő (2023. január 1.). Corniglio Bagnone, Berceto, Calestano, Filattiera, Langhirano, Monchio delle Corti, Palanzano, Pontremoli és Tizzano Val Parma községekkel határos.

## Népesség
A település lakossága az elmúlt években az alábbi módon változott:
| Lakosok száma | 1883 | 1863 | 1755 |
|               | 2017 | 2018 | 2023 |